# Jeunesse et santé
Jeunesse & Santé est une organisation de jeunesse reconnue et subsidiée par la Fédération Wallonie-Bruxelles. J&S est actif dans l'animation et la formation, et spécialisé dans la promotion et l'éducation à la santé chez les jeunes. J&S organise également des séjours et plaines de vacances en Belgique et à l'étranger. Partenaire privilégié de la Mutualité chrétienne, J&S est un mouvement de volontaires, et s'articule en 14 régionales qui sont coordonnées par un Secrétariat Général. Jeunesse & Santé porte une attention particulière au bien-être et à l'accueil de tous. Espace de vie par et pour les jeunes, J&S se veut porte-parole de ceux-ci dans son environnement.

## Historique
1947: L’histoire commence en 1947. Durant cette année, les Mutualités chrétiennes commencèrent à proposer de nombreux séjours à la mer, dans les Ardennes ou encore à la montagne pour les enfants, car, au sortir de la guerre, peu d’entre eux avaient l’occasion de partir en vacances. De plus, ces séjours leur permettaient de se refaire une santé en allant respirer de l’air pur. Les Mutualités organisèrent ces vacances sous le nom de « Cures d’air préventives », c’est l’ancêtre de Jeunesse & Santé. 
1971: Après vingt-quatre ans, les animateurs des « Cures d’air préventives » s’organisent et établissent sous la forme d’une asbl un mouvement spécialisé dans l’animation d’enfants, c’est la naissance de Jeunesse & Santé.
1972: En 1972, le 24 février pour être précis, les statuts de l’asbl sont publiés au Moniteur Belge. Jeunesse & Santé existe alors officiellement. À la fin de cette année 1972, le tout premier Congrès est organisé à Heer-sur-Meuse.
1980: Dans le cadre du décret de la Communauté française, J&S est reconnu comme Organisation de Jeunesse. Grâce à cette reconnaissance, les pouvoirs publics peuvent octroyer des subventions au mouvement. Cette reconnaissance leur a également été attribuée pour la qualité de leur travail éducatif après des jeunes.
1987: Quarante ans après sa création, les « cures d’air préventives » changent de nom pour devenir « Jeunesse et Santé Vacances ». 
1992: Publication du premier numéro de l’Informateur, le journal des coordinateurs, des formateurs et des membres d’instances. En leur consacrant spécifiquement un trimestriel, J&S montre toute l’importance de ces rôles dans son fonctionnement.
1993: C’est la naissance d’AniJHan, un secteur d’animation spécialement conçu pour les jeunes handicapés. C’est également durant cette année que Jeunesse & Santé adopte le sigle du Banania comme logo officiel.
1999: J&S doit opérer quelques changements pour être en accord avec le décret « Centre de Vacances » qui vient d’être promulgué. Ce décret est en fait un code de bonnes pratiques obligatoires si J&S veut accueillir des enfants pendant les vacances scolaires. Il y a par exemple un nombre minimal de brevetés requis par séjour.
2019: J&S change de nom et devient Ocarina

## La structure
Jeunesse & Santé est composé de quatorze régionales : Brabant wallon, Bruxelles, Dinant, Eupen, Hainaut oriental, Liège, Mons, Mouscron, Namur, Philippeville, Province de Luxembourg, Tournai, Tamines et Verviers. Ces quatorze régions ont chacune leurs richesses, leurs pratiques et leurs spécificités.
Ces régionales sont coordonnées par un Secrétariat Général, qui s'organise lui-même en différents secteurs : vacances, formations/pédagogie, bien-être, AniJHan et communication. 
Enfin, Jeunesse & Santé est un mouvement piloté par ses animateurs volontaires. Ils font partie des instances à différents niveaux : des comités régionaux au conseil d'administration national. J&S, espace de vie et de démocratie par et pour les jeunes. 

## Partenariats
Partenaire privilégié de la Mutualité chrétienne, Jeunesse & Santé a également développé des partenariats avec d'autres organisations telles que le Conseil de la Jeunesse Catholique (CJC), ou Résonance (anciennement ICC). Jeunesse & Santé se tourne vers l'environnement qui l'entoure, l'ouverture vers d'autres partenariats existe et est porteuse de sens. 

## Ses missions
Jeunesse & Santé a plusieurs missions :
- Développer des actions destinées aux enfants et aux jeunes, pour cela J&S organise  diverses activités de loisirs et une formation pour devenir animateur.

- Promouvoir la prévention et l’éducation à la santé chez les jeunes.

- Informer les jeunes sur leurs droits et devoirs pour qu’ils en aient conscience.

- Accomplir la politique de jeunesse de la Mutualité chrétienne.

## La formation
La porte d'entrée pour la formation à Jeunesse & Santé c'est la formation d'animateur. Elle se déroule sur deux ans, et allie formation théorique, stage pratique et évaluation. Si cette dernière est positive, l'animateur se voit délivrer un brevet reconnu par la Fédération Wallonie-Bruxelles. 
La formation à J&S, c'est aussi un parcours continu. Elle tire sa richesse d'une pédagogie active spécifique aux Organisations de jeunesse, et plus particulièrement attentive à la co-construction, par et pour les jeunes, qui a du sens avec le terrain, réalisée dans une approche réflexive sur notre pratique (auto-évaluation, remise en question, critique), formation par l'amusement.C'est aussi la possibilité d'évoluer, d'une part à la suite de l'évaluation, d'autre part grâce aux autres types de formations proposées. Formations complémentaires, de coordinateur, de formateur, ou spécialisée AniJHan, chacun peut trouver sa place, et prendre un autre rôle au sein de J&S. 

## Les plaines et les séjours
Jeunesse & Santé organise en Belgique des plaines de jeux dès 3 ans. Des séjours sont proposés en Belgique mais aussi à l’étranger pour les 7 - 17 ans. Des plaines et camps en Belgique et à l’étranger sont également organisés pour les jeunes moins valides qui ont entre 6 et 21 ans.
Jeunesse et Santé se distingue des autres mouvements de jeunesse comme les scouts ou le patro car les animateurs J&S n'animent pas pendant toute l'année, ils s'occupent des enfants uniquement pendant les vacances scolaires.

## Les cellules
Les cellules sont des activités dans lesquelles les animateurs de Jeunesse & Santé peuvent s’investirent s’ils le veulent. Il y a un grand choix de cellules différentes dans les différentes régions, en voici quelques exemples : 
- La cellule Tournesol : c’est une cellule qui est spécialisée dans l’animation d’enfants hospitalisés.

- La cellule Anijhan : Les animateurs de cette cellule sont là pour animer des jeunes handicapés.

- Groupe de musique : cette cellule a pour but de regrouper tous ceux qui jouent d’un instrument, d’organiser quelques répétitions et d’arranger un concert ou une animation musicale avec des enfants.

## Sources
- Anyma, le périodique bimestriel de mars-avril 2013
- Article du journal En Marche du 10 janvier 2013
- Brochure : Jeunesse & Santé Hainaut Picardie, 2013
- Brochure : Les étapes de la formation
- http://www.jeunesseetsante.be/
- http://www.jeunesseetsante.be/pdf/Trimestriels/js_info_142.pdf
- http://www.jeunesseetsante.be/pdf/Rapport_Social/JS_RapportSocial_12.pdf